# 대니 라미레즈
대니 라미레즈(영어: Danny Ramirez, 1992년 9월 17일 ~ )는 미국의 배우이다.

## 영화
- 어쌔신 걸스
- 탑건: 매버릭 - 팬보이 역
- 캡틴 아메리카: 브레이브 뉴 월드 - 호아킨 토레스 역

## 텔레비전
- 디 어페어
- 블라인드스팟
- 오렌지 이즈 더 뉴 블랙
- 더 기프티드팔콘과 윈터 솔져